# Pierre de Ponte
Pour les articles homonymes, voir Pontanus.
Peter Van der Brugge ou Pierre du Pont, dit en latin Petrus de Ponte ou Petrus Pontanus, né à Bruges (royaume de France) vers 1450 et mort vers 1530 à Paris, est un écrivain et philologue flamand.

## Biographie
Bien qu'il fût devenu aveugle à trois ans, Petrus Pontanus n'acquit pas moins, grâce à son ardeur pour l'étude, une grande instruction, s'adonna à l'enseignement dans diverses villes de Flandre, puis se rendit vers 1500 à Paris, où il ouvrit une école, professa avec succès les humanités et se maria.

## Œuvres
L'« aveugle de Bruges », comme on l'avait surnommé, composa de nombreux ouvrages :
- Opera poetica, 1507
- Eclogae X, Paris, 1513
- Grammaticae artis isagoge, Paris, 1514
- Ars versificatoria, Paris, 1520
- Liber figurarum tam oratoribus quam poetis vel grammaticis necessariarum, Paris, 1524
- Sanctorum Bertini et Aldomari vita.
- De obitu pietissimi comitis Philippi (sur Philippe le Beau, mort en 1506)
- De Sunamitis querimonia, Paris, 1507.
- De abitu et reditu pacis carmen, Paris, J. Badius,
- Pro impetranda pace oratio, gedicht, Paris,
- Incomparanda Genoveseum quam tutellarem totius Gallie dominam inficiari nemo potest, poème, Paris, 1512.
- Lucani Pharsalia cum adnotatione, Paris, 1512.
- Decem ecgloge hecatostiche ad ill. Carolum Flandriae comitem, Paris, 1513.
- Prima grammaticae artis isagoge, Paris, 1514.
- Grammaticae artis prima pars, Paris, 1514
- Grammaticae artis secunda pars, Paris, 1515.
- Felix praesagitio de invictissimo Gallorum duo Francisco duct. Angolimensi, Paris, vers 1515
- Carmen extemporaneum de consecratione...Francorum régis Francisci primi, Paris, 1515
- Duplex grammaticae artis isagoge, Paris, 1516.
- Apologia in eos qui pleraque divini sacrificii vocabula et sensa perperam usurpant, Paris, 1516
- Ars versificatoria simul et accentuaria, Paris, 1520
- Liber figurarum, Paris, 1521
- Invectivum carmen adversus discipulos et magistros, Paris
- De certatione Bacchi et Tethios
- Salutifera confessionis eruditio, Paris
- Paroemiarum gallico et latino sermone contextarum, Paris,